# Elle (Zeitschrift)
Elle ist eine internationale Modezeitschrift, deren deutsche Ausgabe monatlich bei Hubert Burda Media erscheint. Die verkaufte Auflage beträgt 80.102 Exemplare, ein Minus von 60,4 Prozent seit 1998.
Weltweit erscheint Elle mit 43 Ausgaben in mehr als 90 Ländern, darunter Frankreich, Italien, Schweden, Spanien, Tschechien, die USA, Kanada, Argentinien, Brasilien, Japan, China, Südkorea und Indien.

## Geschichte
Hélène Gordon-Lazareff gründete Elle 1945 in Frankreich. Ihr Ehemann war der Verleger der Zeitung France Soir und die Redaktion befand sich im selben Gebäude. Lazareff, genannt „die Zarin“, stammte aus Russland und hatte ihre Karriere bei Marie-Claire begonnen. Vor der deutschen Besatzung in die USA geflüchtet, kam sie mit großen Plänen zurück und startete Elle am 21. November 1945 mit einer Auflage von 700.000 fast sofort ausverkauften Exemplaren.
Der Name der Zeitschrift leitet sich vom französischen weiblichen Pronomen elle ‚sie‘ ab. In den 1960er Jahren lautete ihr Slogan: Si elle lit elle lit Elle („Wenn sie liest, liest sie Elle“). 1981 kauften Daniel Filipacchi und Jean-Luc Lagardère den Zeitschriftenverlag Hachette, zu dem auch Elle gehörte, das damals tief in der Krise steckte. Elle wurde dann zunächst in den Vereinigten Staaten einem Relaunch unterzogen, danach folgten die anderen Länder.
In Deutschland erscheint die Zeitschrift seit Oktober 1988, zusätzlich werden Elle Decoration, Elle Wedding, Elle Traveller und Elle City publiziert. Thema der ersten Ausgabe war Gloria von Thurn und Taxis, die den Leserinnen einen Einblick in ihren Kleiderschrank gewährte. Sie galt als „Femme fatale“, die gern modische Experimente machte und durch ausgefallene Kleidung und auffällige Inszenierungen auf sich aufmerksam machte.
In der britischen Ausgabe war der erste auf dem Cover abgebildete Mann im Juli 2012 der Fußballspieler David Beckham, fotografiert von Doug Inglish.
Heute zählt Elle zu den weltweit größten Modemagazinen. Weltweit gibt es 27 Elle-Websites, die insgesamt über eine Million Besucher und 26 Millionen Seitenabrufe im Monat vorweisen können.
Elle gehört zu der in Frankreich ansässigen Groupe Lagardère. In den USA erscheint es mit Hearst Corporation, in Kanada bei TC Transcontinental, in Brasilien bei Editora Abril, in Mexiko bei der Grupo Editorial Expansión, in Argentinien bei der Grupo Clarín, in Singapur bei Mediacorp, in Serbien bei Adria Media, in der Türkei bei Doğan Burda Magazine, in Deutschland bei Hubert Burda Media, in Rumänien bei Ringier. Die erste UK Edition wurde im November 1985 veröffentlicht. Seit 2018 wird die französische Elle von der CMI (Czech Media Invest) von  Daniel Křetínský herausgegeben.
Als internationales Magazin hat Elle Redaktionen in New York, London, Paris, Toronto, Mexiko-Stadt, Istanbul, Brüssel, Tokio, Warschau, Belgrad, Oslo, Helsinki, Bukarest, Athen, Delhi, Madrid, Mailand, München, Jakarta und weiteren Städten.
| 1998   | 1999   | 2000   | 2001   | 2002   | 2003   | 2004   | 2005   | 2006   | 2007   | 2008   | 2009   | 2010   | 2011   | 2012   | 2013   | 2014   | 2015   | 2016   | 2017   | 2018   | 2019  | 2020  | 2021  | 2022  | 2023  | 2024  |
| ------ | ------ | ------ | ------ | ------ | ------ | ------ | ------ | ------ | ------ | ------ | ------ | ------ | ------ | ------ | ------ | ------ | ------ | ------ | ------ | ------ | ----- | ----- | ----- | ----- | ----- | ----- |
| 202204 | 205519 | 195673 | 217860 | 217166 | 212866 | 221597 | 218267 | 223178 | 217809 | 202315 | 211582 | 206243 | 203279 | 201568 | 183155 | 172708 | 160956 | 130885 | 119419 | 104038 | 95266 | 79470 | 88524 | 82763 | 81400 | 81542 |

Die Erscheinungsfrequenz wurde im Januar 2015 von wöchentlich auf zweiwöchentlich umgestellt und im Januar 2020 von zweiwöchentlich auf monatlich.
| 1998 | 1999 | 2000 | 2001 | 2002 | 2003 | 2004 | 2005 | 2006 | 2007 | 2008 | 2009 | 2010 | 2011 | 2012 | 2013 | 2014 | 2015 | 2016 | 2017 | 2018 | 2019 | 2020 | 2021 | 2022 | 2023 | 2024  |
| ---- | ---- | ---- | ---- | ---- | ---- | ---- | ---- | ---- | ---- | ---- | ---- | ---- | ---- | ---- | ---- | ---- | ---- | ---- | ---- | ---- | ---- | ---- | ---- | ---- | ---- | ----- |
|      |      |      |      |      |      |      |      |      |      |      |      |      |      |      |      |      |      | 938  | 3632 | 2581 | 2781 | 2049 | 4493 | 3685 | 6415 | 11350 |

Die Erscheinungsfrequenz wurde im Januar 2015 von wöchentlich auf zweiwöchentlich umgestellt und im Januar 2020 von zweiwöchentlich auf monatlich.